# Vinogradnoe
Vinogradnoe (ros. Виноградное, Winogradnoje) – wieś w Mołdawii (Naddniestrzu), w rejonie Grigoriopol, siedziba gminy o tej samej nazwie. W 2004 roku liczyła 653 mieszkańców.

## Położenie
Miejscowość znajduje się na lewym brzegu Dniestru, pod faktyczną administracją Naddniestrza, w odległości 16 km od Grigoriopola i 73 km od Kiszyniowa.

## Historia
Wieś Vinogradnoe powstała w 1932 roku.

## Demografia
Według danych spisu powszechnego w Naddniestrzu w 2004 roku wieś liczyła 653 mieszkańców, z czego niemal połowę, 286 osób, stanowili Ukraińcy.